# Jean Charles Joseph de Vegiano
Jean Charles Joseph de Vegiano (Brugge, 12 mei 1724 - Mechelen, 26 februari 1794) was een Zuid-Nederlands genealoog en heraldicus. Hij was heer van Hove.

## Biografie
Jonkheer Jean Charles Joseph de Vegiano, van Spaanse afkomst, trouwde in 1746 in Mechelen met Antoinette de Bruyne en in tweede huwelijk, ook in Mechelen, met Marie-Cathérine van Milanen (1757-1838).
Hij publiceerde een uitgebreide reeks werken over de adellijke families van de toenmalige Nederlanden. Zijn Nobilaire des Pays-Bas et du comté de Bourgogne, waarvan de eerste twee delen in 1760 verschenen, is zijn belangrijkste werk. Hierin beschreef hij de belangrijkste adellijke families van zijn tijd.
Vegiano en zijn team van geleerden — Jean-Philippe Baert, Charles-Jean Beydaels de Zittaert en Joseph-Ferdinand Cuypers — publiceerden een hele reeks supplementen. In totaal telt de verzameling dertien delen van het Nobiliaire.
Het boek kreeg in de loop van de 18e en 19e eeuw aanvullingen en heruitgaven door andere auteurs, waaronder Léon de Herckenrode, die vermelde dat de Franse naam van de heerlijkheid Hove "Hovel" is. Het is ook belangrijk om het originele werk van Vegiano, een getuigenis uit zijn tijd, niet te verwarren met de heruitgave uit de 19e eeuw door Herckenrode, die vergezeld gaat van aantekeningen, aanvullingen en toevoegingen die vreemd zijn aan de oorspronkelijke editie. Dit werk, dat een compilatie is met negen supplementen op het werk van Vegiano en zijn team, wordt vaak ten onrechte geciteerd onder de naam van Vegiano.

### Identiteit
Conform een in die tijd vrij gebruikelijke gewoonte werden zijn werken gebpuliceerd onder een gedeeltelijke anonieme aanduiding met de initialen "M. D.**** S. D. H.", waarbij "M." staat voor Monsieur, "D.****" voor Devegiano, "S." voor Seigneur, "D." voor de en "H." voor Hove. In 1764 onthulde Jean-Noël Paquot in Mémoires pour servir à l'histoire littéraire des dix-sept provinces des Pays-Bas, de la principauté de Liège, et de quelques contrées voisines de echte naam van de auteur als "M. de Vesiano", een spelling die vervolgens in veel catalogi en verzamelwerken werd overgenomen.
Het werk van Vegiano bevond zich in de privébibliotheek van Karel van Lotharingen, gouverneur-generaal van de Oostenrijkse Nederlanden, zoals gecatalogeerd in 1781 door boekhandelaar Joseph Ermens, waar het werd vermeld als "Le vrai Supplément au Nobiliaire des Pays-Bas et de Bourgogne (par M. Vigiano)".
De ware identiteit van de auteur werd eveneens vermeld in 1784 in de Catalogue des livres de la bibliothèque de feu messire Gabriel-Charles-Joseph del Marmol, waar men kan lezen: "Suite du Supplément au Nobiliaire des Pays-Bas etc... par M.D.S.D.H (M. de Vesiano)". Een gelijkaardige vermelding vond men ook in 1798, bij de veiling in Den Haag van de bibliotheek van Mathieu Lestevenon. Rond dezelfde periode (ca. 1800, volgens een handgeschreven notitie) bevatte een beschrijving van de bibliotheek van boekhandelaar Joseph Ermens meerdere exemplaren van het Nobiliaire en zijn aanvullingen, aangeduid als "M.D. (M. de Vesiano)".
In 1806 nam Johann Samuel Ersch in zijn Second supplément à la France littéraire depuis 1771 dezelfde toeschrijving over, net als Antoine-Alexandre Barbier datzelfde jaar in zijn Dictionnaire des ouvrages anonymes et pseudonymes.

## Publicaties
- Nobiliaire des Pays-Bas et du comté de Bourgogne depuis le règne de Philippe le Bon... jusqu'à la mort de l'empereur Charles VI., Leuven, Jean Jacobs, 1760.
- Généalogie de la maison des Lords Dormer, comtes de Caernarvon, vicomtes d'Ascott, barons de Wenge, baronets et pairs d'Angleterre, 1771.
- Généalogie de la maison de Brouchoven sortie de celle de Roover, par la branche des seigneurs de Stakenborch, 1771.
- Mélanges de généalogie et chronologie, avec le blason des armoiries, pour servir de corrections et d'additions au Nobiliaire ou Armorial des Pays-Bas et de Bourgogne, Brussel, Jean Léonard, 1771.
- Supplément au nobiliaire des Pays-Bas et de Bourgogne, 1772.
- Généalogie de la maison de Visscher, 1773.
- Nobiliaire des Pays-Bas, et du comté de Bourgogne depuis le règne de Philippe le Bon... jusqu'à la mort de l'empereur Charles VI., Leuven, Jean Jacobs, 1775.
- Supplément au nobiliaire des Pays-Bas et du comté de Bourgogne par M.D.**** S.D.H.**, Leuven, Jean Jacobs, 1775.
- Suite du supplément au Nobiliaire des Pays-Bas et du comté de Bourgogne par M. D.**** S. D. H.** (Monsieur Devegiano Seigneur De Hove), 5 vol., Mechelen, J. Hanicq, 1779.

## Aanvullingen door andere auteurs in de 18e eeuw
- Le vrai supplément aux deux volumes du nobiliaire des Pays-Bas et de Bourgogne, ou mélange de généalogie et de chronologie, Leuven, Michel, 1774 (anoniem, toegewezen aan Jean-Philippe Baert).
- Le nouveau vrai supplément aux deux volumes du Nobiliaire des Pays-Bas et du comté de Bourgogne..., Den Haag, 1774 (anoniem, toegewezen aan Joseph-Ferdinand Cuypers).
- Corrections intéressantes, utiles et nécessaires au Nobiliaire des Pays-Bas et du Comté de Bourgogne et supplemens avec des augmentations considérables, Luik, 1780 (anoniem, toegewezen aan Dumont).

## Toewijzingen
- Listes des titres de noblesse, chevalerie et autres marques d'honneur, accordées par les souverains des Pays-Bas, depuis l'année 1659 jusqu'à la fin de 1782, Brussel, Joseph Ermens, 1784.

## Heruitgaven
- Léon DE HERCKENRODE, Nobiliaire des Pays-Bas et du Comté de Bourgogne, 4 vol., Gent, Gyselynck, 1862-1868.